# 马里奥·谢尔巴
马里奥·谢尔巴（義大利語：Mario Scelba，1901年9月5日—1991年10月29日）意大利天主教民主党政治家，从1954年2月到1955年7月担任意大利第34任总理。1969年到1971年担任欧洲议会议长。

## 早年
谢尔巴出生在西西里岛卡尔塔吉罗内，一个贫穷的佃农的儿子。地主为路易吉·斯图尔佐牧师，他是意大利人民党(意大利语：Partito Popolare Italiano，PPI)创始人之一。谢尔巴在罗马大学学习法律并毕业。
谢尔巴是斯图尔佐的教子和门徒(protégé)，斯图尔佐为他支付在罗马读书的费用，并雇用他做他的私人秘书。1926年人民党在法西斯分子的镇压下被取缔解散后，斯图尔佐被迫流亡(在布鲁克林一段时间)时，谢尔巴留在罗马作为他的代理人，担任律师工作。同时秘密进行反法西斯活动。二战期间在《人民报》(Il Popolo)上多次发表反法西斯文章。后被德国人逮捕，因身无分文他在三天之内被释放。
1943年9月谢尔巴参加天主教民主党(Democrazia Cristiana, DC)9人委员会，领导国内斗争，1944年5月罗马被盟军解放当天，他加入了天主教民主党的五人国家理事会，负责政治事务和出版工作。7月在那不勒斯党代表会议上当选为党的全国委员会委员，政治副书记。1945年谢尔巴在战后意大利国民代表大会赢得一个席位，进入费卢西奥·帕里反法西斯政府担任邮电部长。

## 铁西西里人("Iron Sicilian")
1947年2月2日谢尔巴在第三届阿尔契德·加斯贝利政府担任内政部长，直到1955年7月。谢尔巴身材矮小、秃头、肥胖，给人以深刻印象，他是加斯贝利政府中最有权力的人，仅次于总理。
作为内政部长，谢尔巴无情镇压左翼工人的抗议和罢工，以及新法西斯集会。他的硬拳头为他赢得“铁西西里人”的绰号。他刚上任时，发现警察部门是那样的无能卑劣，他惊呼道:“如果我是共产党员，我明天开始革命。”他发布了所谓的谢尔巴法令，对法西斯主义做出定义并对法西斯主义加以禁止，但也旨在抑制共产党的活动。
谢尔巴将全国大约200,000名警察全副武装起来，配给他们装甲车和特殊的吉普车，称为“Reparto Celere”防暴警察。他极力镇压共产主义者，包括许多民主党人都反对他的严厉的方法。他粗短的画像和闪烁眼睛的微笑深受政治漫画家的喜爱。
谢尔巴参与设置秘密的短剑（Gladio）组织网络，此组织为北约“留下来”抵抗华沙条约组织入侵西欧.

## 1948年选举
1948年4月的大选深受苏联和美国冷战对峙影响。美国担心如果左翼联盟赢得选举，意大利共产党(PCI)在苏联资助下，意大利将纳入苏联的势力范围。竞选活动在意大利的历史少见的狂热和无与伦比的言语攻击，天主教民主党宣传声称在共产主义国家的“孩子送父母到监狱”、“孩子是属于国家所有”、“人们吃自己的孩子”，并声称如果左翼掌权，灾难将降临意大利。
内政部长谢尔巴宣布政府已经召集330,000人备战，如果共产党人试图在选举日制造麻烦，将得到严惩。1950年在一次全国大罢工中，愈演愈烈的街头冲突，在1950年3月的一天，数百人受伤，其中包括很多警察，7000人被捕。

## 总理
1954年2月10日谢尔巴组成了一个新的微弱多数的中间派政府，并出任总理兼内政部长一职，他寻求加强与美国的关系，要求美国帮助解决的里雅斯特（靠意大利东北岸和南斯拉夫西北岸的港湾）的问题。 
他试图吸收保守派入阁，并采取一系列措施，限制共产党向国家管理机关，军队渗透，减少其从事商业活动的余地。使得政局向右转，引起左翼力量和工会组织的强烈反对和全国性的示威游行。在党内竞争对手如前任总理朱塞佩·佩拉和书记阿明托雷·范范尼的政治压力下，谢尔巴于1955年7月6日辞职。

## 在议会
谢尔巴下台后，政治对手党内左翼的安东尼奥·塞尼组成中左联合政府，1958年谢尔巴在天民党组成自己的中间人民(Centrismo popolare)派系，1960年至1962年他在阿明托雷·范范尼政府再次担任内政部长。
谢尔巴在1946年当选意大利制宪会议代表，1948年—1968年当选众议院议员，1968年—1979年当选为参议员，任参议院外交委员会主席，参议院欧洲共同体事务委员会主席等职，曾获渥太华大学，哥伦比亚大学名誉博士学位。
他是一个狂热的欧洲统一的支持者，1960年—1979年是欧洲议会成员，1969年到1971年担任欧洲议会议长。

## 逝世
1991年10月29日谢尔巴因脑血栓病逝于罗马家中，享年90岁。